# Societetsparken

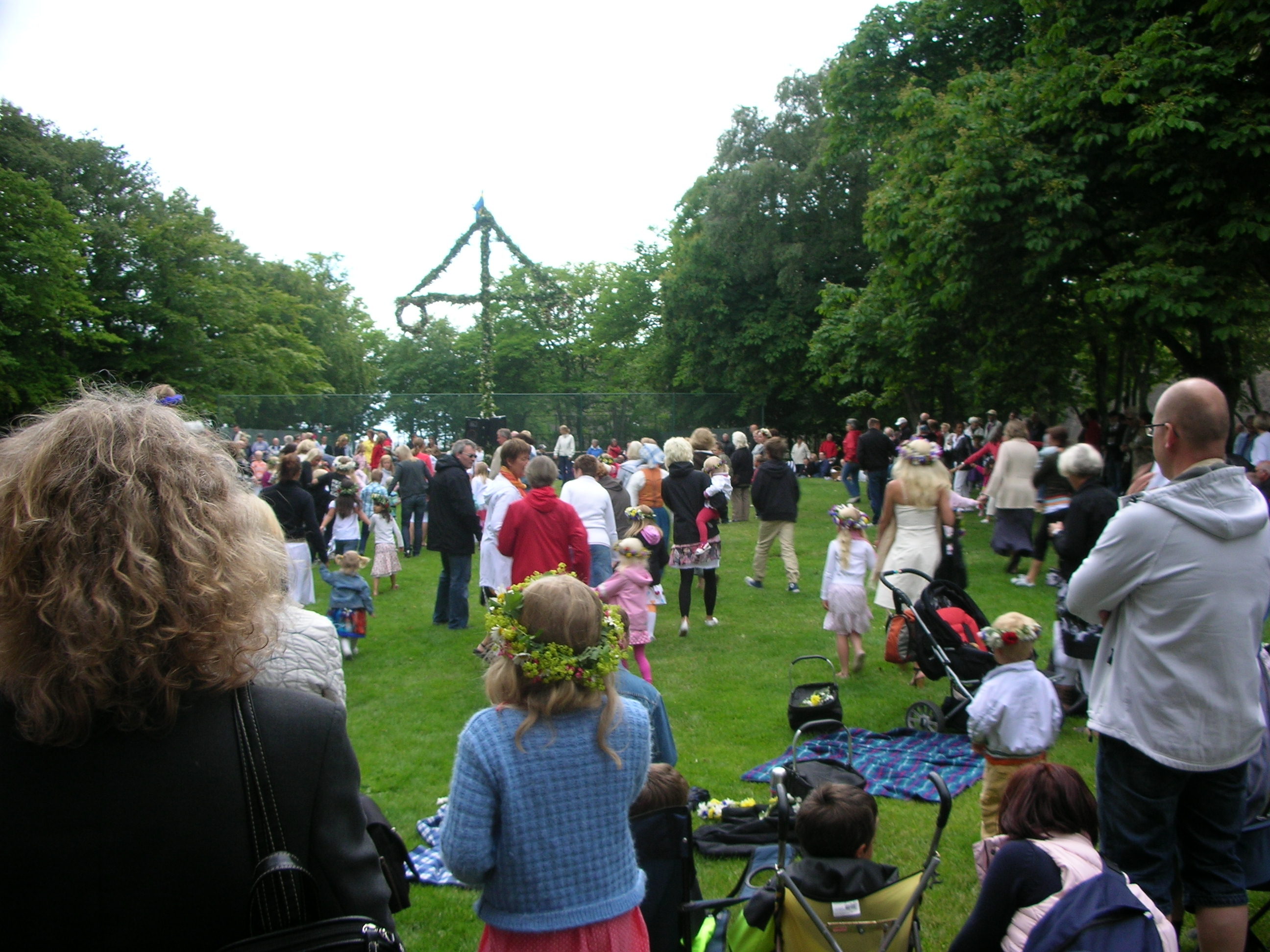
Midsommarfirande i Societetsparken, 2009

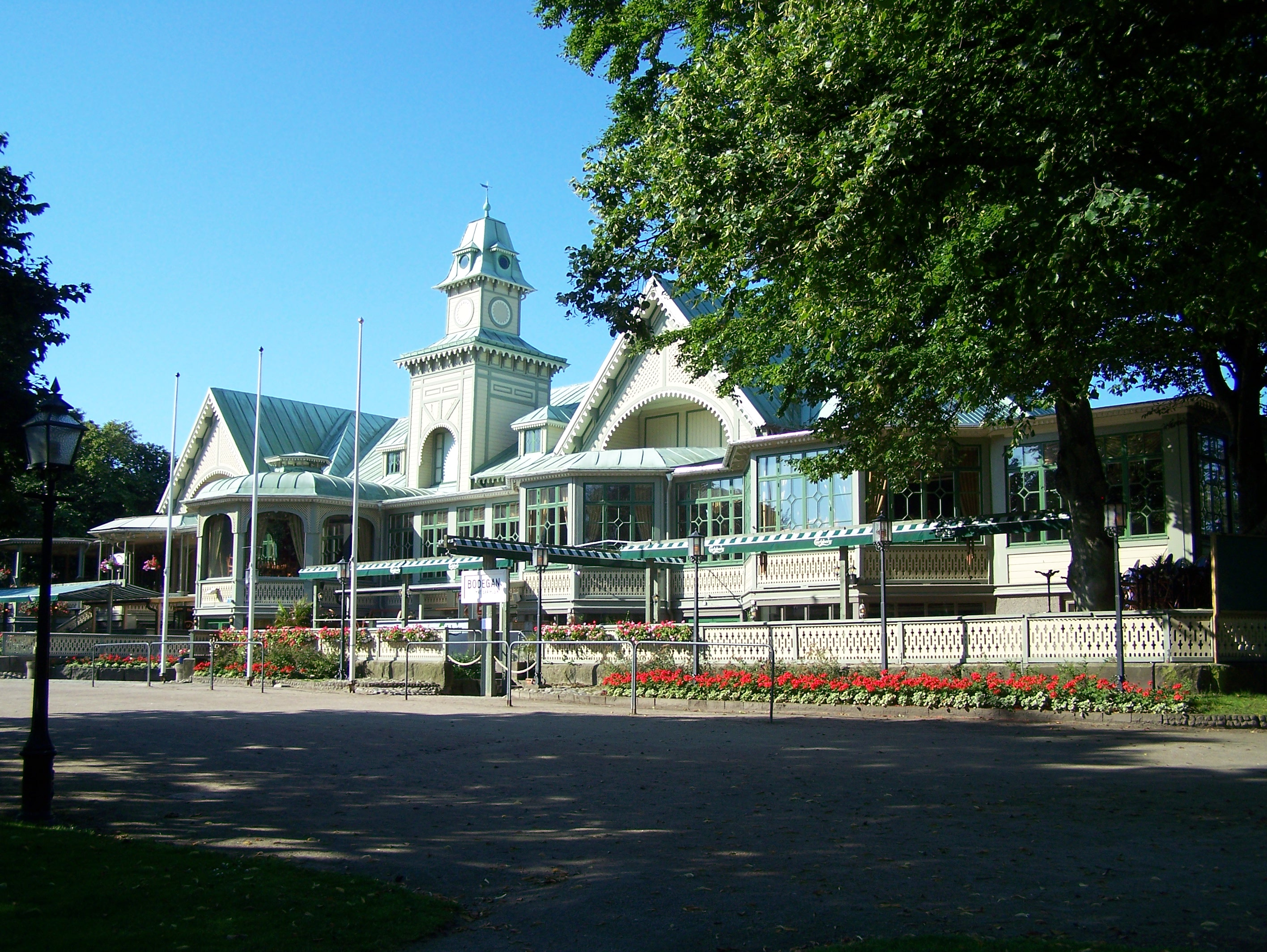
Societetshuset

Societetsparken är en park i Varberg, invid fästningen. I parken ligger Societetshuset.

## Historik
Societetsparken anlades i slutet av 1800-talet, när Varberg hade blivit en välbesökt kurort. Solbränna var dock inte något eftertraktat för de förnäma gästerna. Även kung Oscar II besökte ibland Varberg med det kungliga fartyget Drott. Det halländska kustlandskapet saknar mycket av skuggande växtlighet, varför anläggandet av en park med skuggande träd var nödvändigt.

## Societetshuset
Societetshuset är ritat av Adrian C. Peterson i morisk stil. Vissa delar av Societetshuset tillverkades vid en snickerifabrik i Borås och transporterades per järnväg till Varberg; det var alltså stadens första prefabricerade byggnad. Den stod klar 1886.
Societetshuset inrymmer restaurang och nattklubb. Mittemot finns en liten utomhusscen, där konserter anordnas sommartid.

## Användning idag
I Societetsparken hålls varje år traditionellt midsommarfirande med dans kring midsommarstången.